# Ferdinand Théron
Ferdinand Théron, né le 5 mai 1834 à Moux et mort le 1er août 1911 à Moux, est un homme politique français.

## Biographie
Héritier d'une grande famille vigneronne de l'Aude, il est l'un des huit opposants de l'Aude au plébiscite de Napoléon III en 1870. Hostile au cumul des mandats, lors de son élection à la Chambre des députés en 1885, il se démet de son mandat de conseiller général du canton de Capendu.

## Mandats
- Député de l'Aude en 1885, réélu en 1889, 1898, 1902 et 1906
- Conseiller général du canton de Capendu de 1883 à 1886.
- Conseiller municipal de Carcassonne élu au mois d'août 1870.
- Administrateur des Hospices de Carcassonne, 1882-1885.